# Gimsøy
Gimsøy (eller Gimsøysand  eller Sand) är en kyrkby i Vågans kommun i Nordland fylke i norra Norge. Orten ligger vid fylkesväg 7624, på den norra delen av ön Gimsøya. Här finns Gimsøy kyrka.
Orten har tidigare utgjort centralort i dåvarande Gimsøy kommun.